# Клейтон (Делавэр)
Клейтон (англ. Clayton) — город в округах Кент и Нью-Касл в штате Делавэр США. По данным переписи 2020 года, численность населения составляла 3961 человек.

## Население
| 1880 | 2010  | 2020  |
| ---- | ----- | ----- |
| 148  | ↗2918 | ↗3961 |